# Muñotello
Muñotello es un municipio y localidad española de la provincia de Ávila, en la comunidad autónoma de Castilla y León. El término municipal, ubicado en el valle de Amblés, a los pies de La Serrota, tiene una población de 49 habitantes (INE 2024).

## Geografía

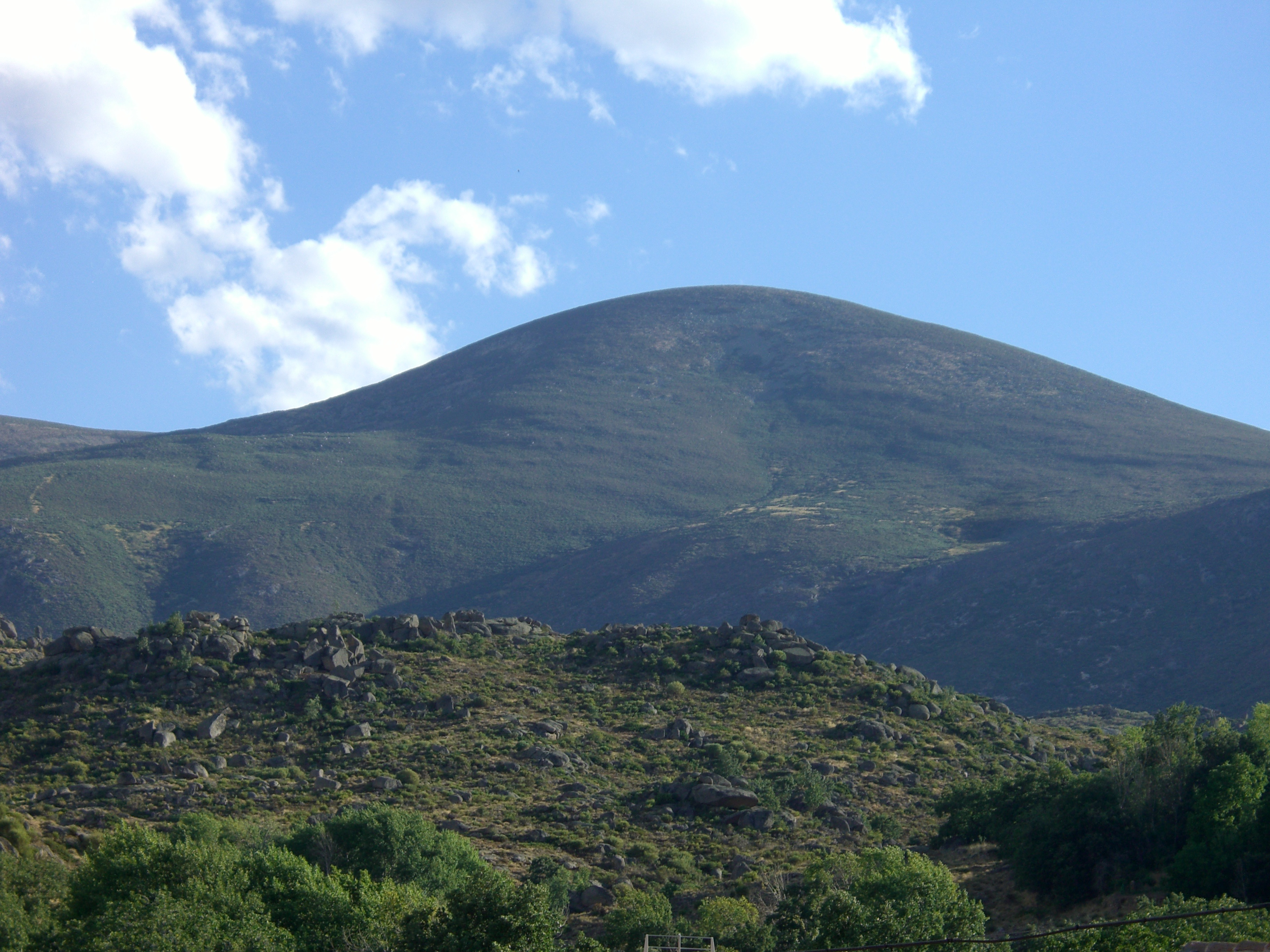
La Serrota vista desde Muñotello

La localidad está situada a una altitud de 1152 m sobre el nivel del mar. La localidad está ubicada a unos 3 km de la carretera N-110.
| Noroeste: Amavida   | Norte: Muñana  | Noreste: La Torre       |
| Oeste: Pradosegar   |                | Este: Narros del Puerto |
| Suroeste: Villatoro | Sur: Villatoro | Sureste: Mengamuñoz     |

## Historia
Muñotello es un pueblo fundado sobre el siglo XI por la familia de los Tello. Esta era una familia de origen romano.
Existía un pueblo de pocos habitantes a 3 km del actual de nombre Anguas, allí tuvo lugar una boda y para hacer la comida se fueron a coger agua a una fuente que se llamaba "La Peraleja"; en el agua iba una salamandra que estaba metida dentro del pozo, por lo cual la salamandra se introdujo dentro del recipiente donde habían recogido el agua. Pusieron a hervir el agua y cocieron a la salamandra, por ello con su veneno murieron casi todos los habitantes de Anguas; este pueblo desapareció y el resto de habitantes se trasladó donde actualmente se encuentra el pueblo. Se le puso el nombre de Muñotello en honor a la misma familia que había decidido ir a aquel lugar.[cita requerida]
A mediados del siglo XIX el lugar tenía contabilizada una población de 350 habitantes. Aparece descrito en el decimoprimer volumen del Diccionario geográfico-estadístico-histórico de España y sus posesiones de Ultramar de Pascual Madoz de la siguiente manera:

MUÑOTELLO: v. con ayunt. de la proy. y dióc. de Avila (6 leg.), part. jud. de Piedrahita (4), aud. terr. de Madrid (22), c. g. de Castilla la Vieja (Valladolid 23). sit. al N. de la sierra titulada Serrota, y en terreno bastante húmedo y pantanoso; la combaten los vientos SO. y NO., y su clima es frio: padeciéndose por lo común tercianas é hidropesías. Tiene 103 casas de mediana construccion, distribuidas en 5 calles y una plaza; hay casa de ayunt. la que sirve de cárcel, escuela de instruccion primaria, comun á ambos sexos, á la que concurren sobre 25 alumnos, que se hallan á cargo de un maestro, dotado con 960 rs. y una igl. parr. (Santiago Apóstol), servida por un párroco, cuyo curato es de entrada y de provicion ordinaria: el cementerio sit. al N. no perjudica la salud pública, y los vec. se surten de surten de aguas potables de varias fuentes, esparcidas por el térm.: este confina N. Amavida y Muñana; E. Narros del Puerto; S. Cepeda la Mora, y O. Pradosegar; se estiende una leg. de N. á S., y 1/2 de E. á O., y comprende un pequeño monte de roble al N., una deh. de 40 peonadas de cabida, titulada Boyal, algunos prados cuyas yerbas son de mediana calidad y 2,820 fan. de tierra, de las que se cultivan 1,859, 127 de primera suerte, que se destinan á lino y hortalizas; 393 de segunda, á trigo, y 1,339 de tercera, a centeno: le atraviesa el r. Adaja de O. á E., al que se une una garganta que recibe sus aguas del alto de Serrota. El terreno es quebrado y de mediana calidad. caminos: los que dirigen á los pueblos limítrofes. El correo se recibe de Avila por el balijero del Barco; los lunes, miércoles y viernes, y sale los domingos y jueves: prod.: trigo, cebada, centeno, patatas en abundancia, garbanzos y legumbres: mantiene ganado lanar, vacuno y de cerda, y cria caza de conejos, perdices y otras aves. ind. y comercio, la agrícola, 4 molinos harineros; esportacion de los productos sobrantes é importacion de los art. de que carece la v. pobl.: 87 vec., 350 alm. cap. prod.: 1.234,000 rs. imp.: 49,360. ind. y fabril: 6,350. contr.: 11,632 rs., 20 mrs. El presupuesto municipal asciende á 2,500 rs., que se cubren por reparto vecinal.
(Madoz, 1848, p. 693)

## Demografía
Muñotello cuenta con una población de 49 habitantes (INE 2024).
| Gráfica de evolución demográfica de Muñotello entre 1842 y 2021                                                       |
| |
| Población de derecho según los censos de población del INE. Población de hecho según los censos de población del INE. |

## Cultura

### Patrimonio
Iglesia de Santiago Apóstol

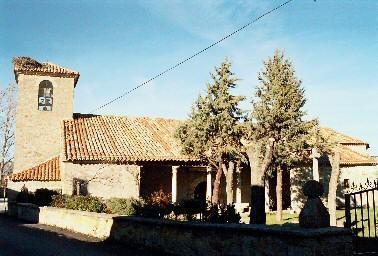
Iglesia parroquial

Tiene cabecera única litúrgicamente orientada, tres naves, puerta al norte y mediodía, y torre a los pies; del siglo XVI, presenta cabecera poligonal con contrafuertes en las esquinas y en muros laterales que pueden hacer pensar que en otro tiempo estuvo abovedada.
El cuerpo es de tres naves, definidas por columnas de madera, con tribuna del mismo material.
A los pies se alza la torre, de planta cuadrada y de dos cuerpos, en el más alto de los cuales se encuentra el campanario.
Tanto el presbiterio como el cuerpo de la iglesia están cubiertos con armadura de madera.
A unos 500 metros de la plaza hay un cerro conocido como "El cerro de Santa Agueda". Y se dice que en ese lugar hubo una ermita dedicada a esta Santa de la que ya no queda ningún resto existente.
Picote de los moros
Está a tres km del pueblo en dirección a la sierra. Se cuenta que allí estuvieron habitando los moros durante algún tiempo.
Herradura del Pandero de las Mozas

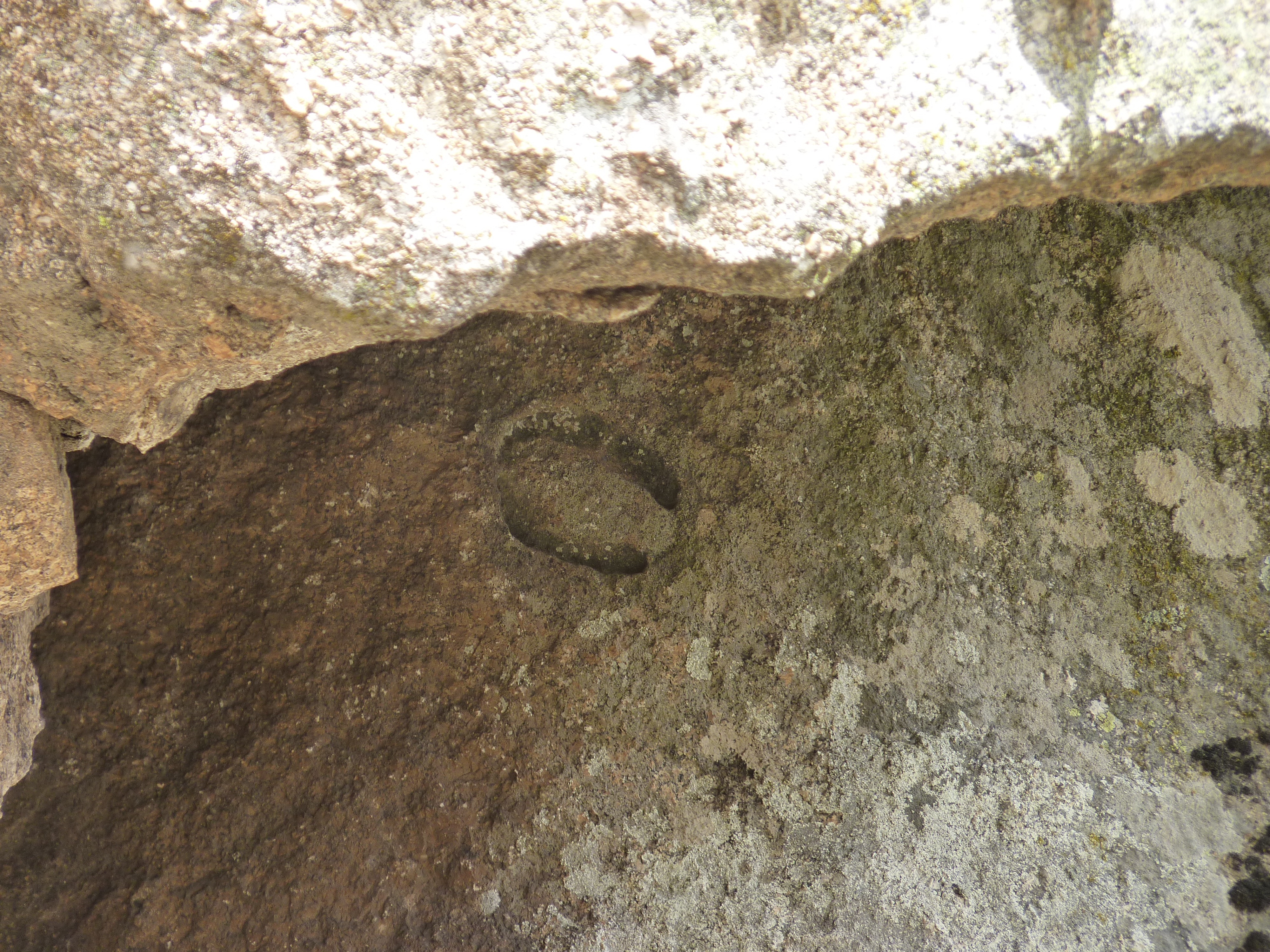
Herradura

En una lancha de piedra hay una figura que representa la herradura de un caballo. La leyenda dice que escapando Santiago de los moros en su caballo a través de la sierra, este dejó su herradura marcada en la roca. Poco tiempo después hubo en la sierra algunos derrumbamientos y la piedra donde estaba la huella cambió de lugar, y ahora se encuentra en un sitio muy rebuscado dentro del llamado Pandero de las Mozas. Cuenta la leyenda que el que consiga tocar la herradura podrá pedir tres deseos y se le cumplirán al tirar tres piedrecitas pequeñas y conseguir colocarlas en otra más grande.
Rollo jurisdiccional

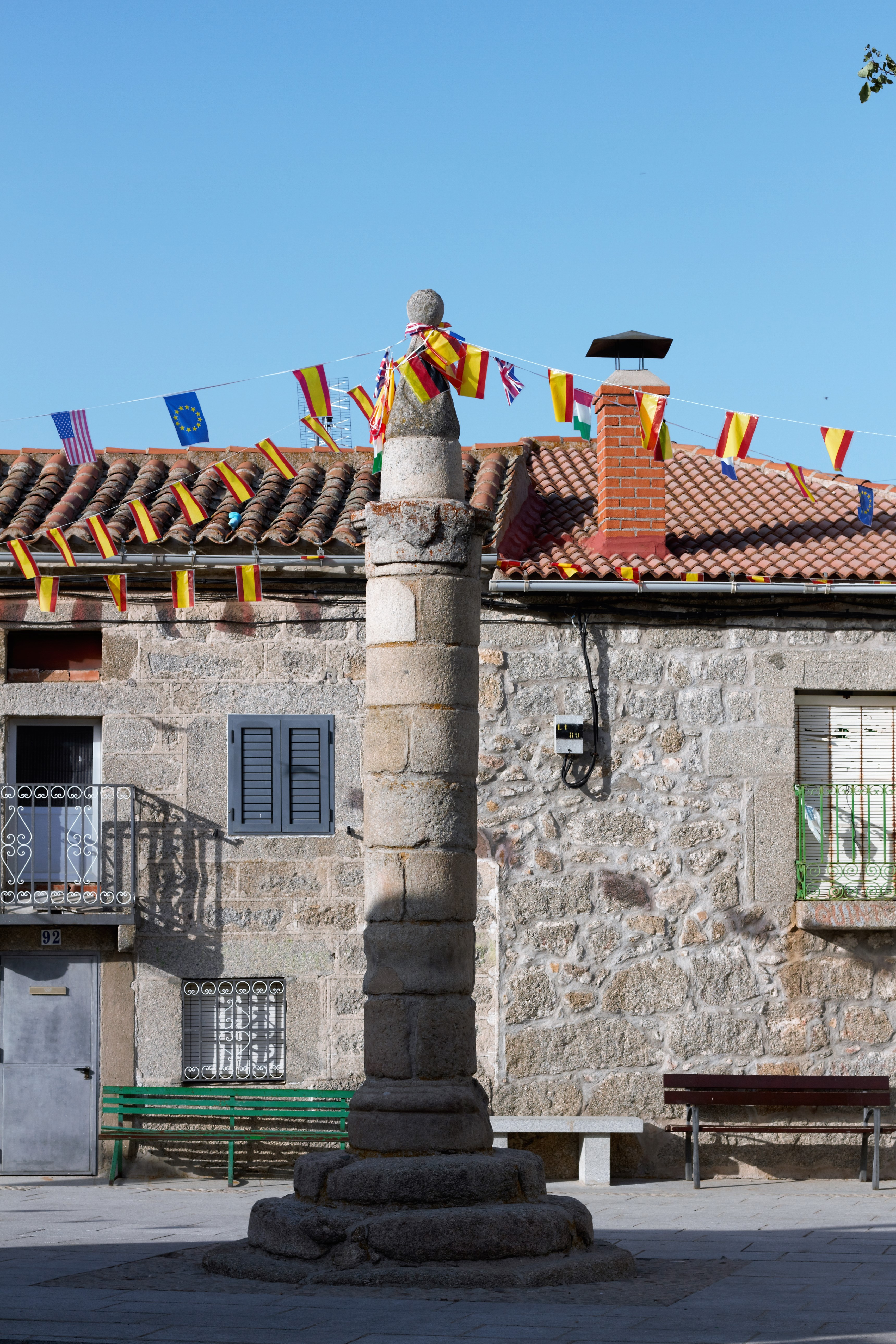
El Rollo, en la plaza de Muñotello

Bajo el reinado de Felipe V, en 1733, Muñotello alcanza la autonomía jurisdiccional y administrativa sobre los bienes propios respecto a la villa de Villatoro (lugar de señorío, perteneciente primero a los Dávila, señores de Villatoro y Navamorcuende;situado en la plaza, simboliza la autonomía obtenida respecto al concejo de Villatoro. Es de piedra labrada de 5 metros de alto por 40 - 50 cm de diámetro. Su presencia nos dice que Muñotello tuvo carácter de Villa con justicia propia. Por lo que en el rollo a los detenidos y a los que ya eran presos eran llevados al rollo para apedrearlos estando estos atados al rollo. Este se utilizaba de humilladero.

### Fiestas y tradiciones

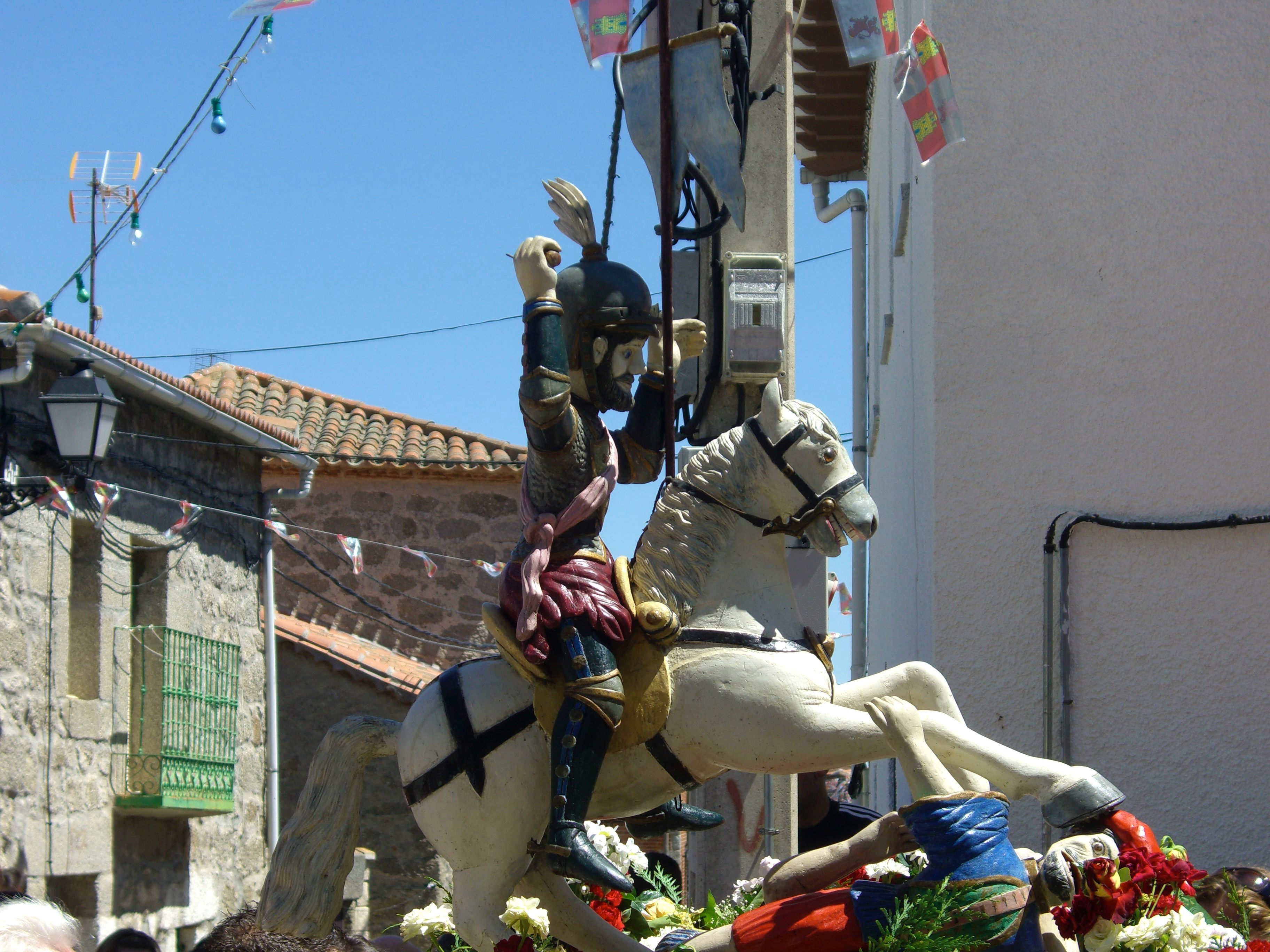
Santiago Apóstol, de procesión por Muñotello

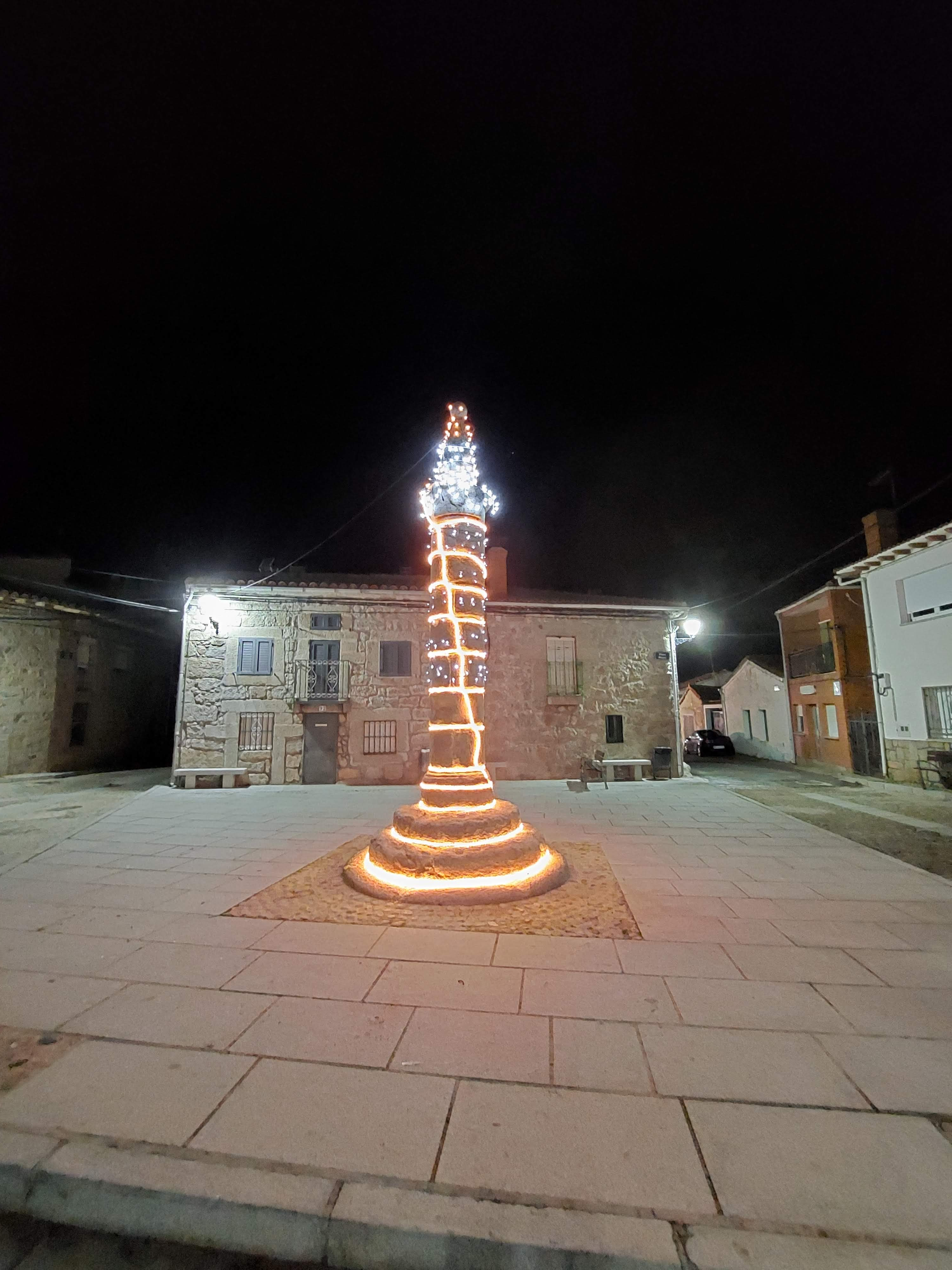
Detalle ,Rollo de Muñotello decorado en la Navidad 2021

Durante las fiestas locales es tradición que los ciudadanos que cumplen la mayoría de edad ese año corten un mayo y lo coloquen en la plaza.
El día de Santiago Apóstol se celebra una misa especial por ser el patrón del pueblo, donde los quintos del pueblo sacan de la iglesia una figura del Santo iniciando de esta manera la procesión. Una vez finalizada la procesión se realiza una subasta dónde se puja por coger de los brazos del pedestal del Santo para volver a meterlo a la iglesia.
Fiestas: 25 de julio Santiago Apóstol, Romería del Santo, Jotas populares y subasta de los brazos del pedestal del Santo.
Ferias:La Fiesta Grande es el 25 de julio, día de Santiago, Patrón de la Iglesia y del Pueblo. Se dice la misa y a continuación sale la procesión por las calles principales del pueblo. Cuando se vuelve a la puerta de la Iglesia se realiza una subasta para introducir al Santo. Por la noche es típico el baile y todo lo que conlleva. Es típico poner en la plaza los "mayos", unos álamos blancos, y a las mozas les ponen el "enramao" con flores y hojas de álamo en las puertas.
San Antonio es el 13 de junio, hay procesión y el Ayuntamiento invita a refrescos y otros alimentos al finalizar la procesión.
En San Isidro se hace misa, se bendicen los campos y la Cámara agraria.
Otras tradiciones que había en el pueblo eran en Carnavales, existe la costumbre de que el que sacaba a bailar a una moza tenía que invitarla al bar y luego ella tenía que pagarle a él un puro. Además el Martes de Carnaval era costumbre ir a por el señor cura a su casa, lo subían en un carro de vacas tirado por los miembros del Ayuntamiento y lo llevaban a la Iglesia a decir misa. Después de la misa invitaba el cura a todo el pueblo a vino, pastas y caramelos. También los mozos iban por las casas a pedir y luego celebraban merienda.